# 拷問等禁止条約

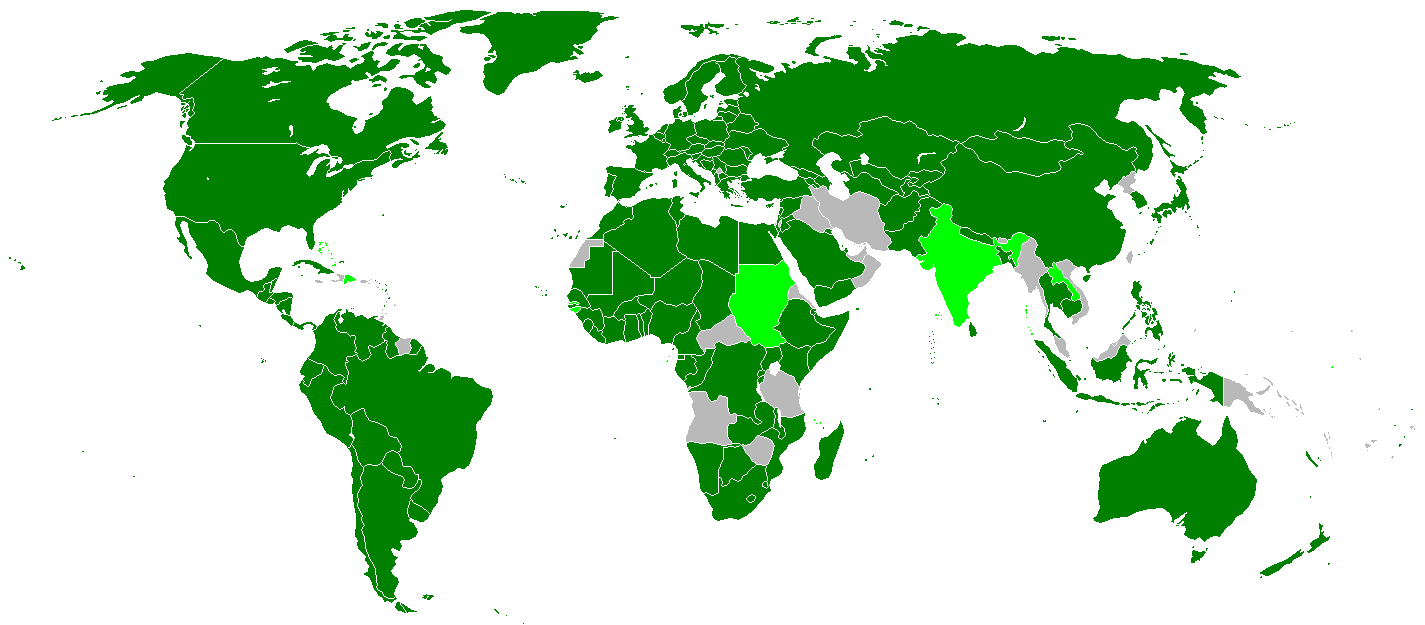
拷問等禁止条約の署名状況。暗緑色は批准国、明緑色は署名国だが未批准、灰色は未署名国。

拷問及び他の残虐な、非人道的な又は品位を傷つける取り扱い又は刑罰に関する条約（ごうもんおよびたのざんぎゃくな、ひじんどうてきなまたはひんいをきずつけるとりあつかいまたはけいばつにかんするじょうやく、英：Convention against Torture and Other Cruel, Inhuman or Degrading Treatment or Punishment）は、拷問およびその他の残酷な、非人間的な、あるいは品位を傷つける扱いや刑罰の禁止を定める条約である。
略称は拷問等禁止条約（ごうもんとうきんしじょうやく）。

## 採択
1975年、第30国連総会が拷問等禁止宣言を採択後、国際連合人権委員会の草案に基づき、1984年12月10日、第39国連総会が採択する。
発効は1987年6月26日。日本は1999年6月29日に加入し、同年7月29日に発効。2024年6月現在の批准国は174か国。

## 内容
身体刑や精神的苦痛を与える拷問も含めて、あらゆる残酷な、非人間的、または品位を傷つける扱いや刑罰を防止し、いかなる人によって行われた拷問、残酷な刑罰や扱いも処罰の対象にすべきものとする。
当条約第3条は、ある者の出身国や地域で条約の定義する拷問や非人道的扱いや刑罰が行われると信じるに足りる根拠がある場合、その者を当事国に追放、送還または引き渡すことを禁じている。また、条約の実施状況の報告も求める。
日本弁護士連合会によれば、日本の死刑制度には、死刑執行の事前告知が行われないこと、ごく限られた者との間にしか接見や文通が認められないこと、他の収容者と隔離されていることなど、収容者の人権を守っているとは言い難く、条約違反であるとされている。

## 選択議定書
この条約には、刑事施設に独立した国際的ないし国内機関が視察し、条約に定める拷問やその他の残酷、非人間的或いは品位を傷つける扱いや刑罰が行われていないかを調査することのできる選択議定書（en:Optional Protocol to the Convention against Torture and other Cruel, Inhuman or Degrading Treatment or Punishment）を持つ。
2024年6月現在の批准国は94か国（日本は2024年6月現在未署名、未批准）。